# Beinisvørð
Beinisvørð es un acantilado elevado de 470 metros frente al mar en Suduroy, Islas Feroe, un territorio autónomo del Reino de Dinamarca. Se trata del acantilado más alto frente al mar en Suðuroy. Se encuentra ubicado entre las localidades de Lopra y Sumba. Beinisvørð aparte de sus acantilados maritímos, tiene una verde ladera que baja hacia el pueblo de Sumba. La parte superior triangular de Beinisvørð es visible desde muchos lugares de Suðuroy, incluyendo Lopra, Nes y Marknoyri, la parte más oriental de Vagur. En días claros es también visible desde Smyril, justo antes de entrar en el fiordo de Trongisvágur, Trongisvágsfjørður.